# Cal·lifòrids
Els cal·lifòrids (Calliphoridae) són una família de dípters braquícers de l'infraordre dels esquizòfors amb unes 1.525 espècies conegudes. Se sap que aquesta família és monofilètica però roman la discussió sobre el correcte tractament de les unitats que la constitueixen, algunes d'elles de vegades s'han considerat amb l'estatus de família (p.e., Bengaliidae, Helicoboscidae, Polleniidae i Rhiniidae).

## Característiques
Els adults dels Calliphoridae normalment tenen colors amb lluïssors metàl·liques brillants, sovint amb els tòrax i abdòmens blaus, verds o negres. Les antenes tenen tres segments i presenten l'aresta plomosa.

## Historia natural
La majoria de les femelles requereixen molta proteïna per desenvolupar ous madurs. Aquests ous normalment són grocs i fan 1,5 mm x 0.4 mm, la femella pon típicament 150–200 ous per cada posta, pon uns dos mil ous al llarg de la seva vida. Els adults són ocasionalment pol·linitzadors i se senten atrets per flors carronyaires per la forta olor que aquestes desprenen. Les larves de moltes de les seves espècies són carronyaires o copròfagues. De les 1.525 espècies conegudes, unes 228 espècies es troben als neotròpics i un gran nombre d'espècies habiten a l'Àfrica i el sud d'Europa.

## Gèneres
Aquesta és una llista de gèneres per la zona paleàrtica, neàrtica, Malàisia, Japó i Australàsia:

 A/O DC
- Acrophaga
- Albuquerquea
- Aldrichina
- Amenia
- Angioneura
- Anthracomyia
- Apaulina
- Aphyssura
- Auchmeromyia
- Bellardia
- Bengalia
- Booponus
- Borbororhinia
- Boreellus
- Calliphora
- Callitroga
- Catapicephala
- Chloroprocta
- Chrysomya
- Cochliomyia
- Compsomyiops
- Cordylobia
- Cosmina
- Cyanus
- Cynomya
- Dexopollenia
- Dyscritomyia
- Eggisops
- Engyzops
- Eucalliphora
- Eumesembrinella
- Eurychaeta
- Euphumosia
- Helicobosca
- Hemilucilia
- Hemipyrellia
- Idiella
- Isomyia
- Kuschelomyia
- Laneella
- Lucilia
- Melanodexia
- Melanomya
- Melinda
- Mesembrinella
- Morinia
- Mufetiella
- Nesodexia
- Neta
- Onesia
- Opsodexia
- Pachychoeromyia
- Paradichosia
- Paralucilia
- Paramenia
- Paraplatytropesa
- Phormia
- Phumosia
- Platytropesa
- Pollenia
- Polleniopsis
- Prosthetosoma
- Protocalliphora
- Protophormia
- Ptilonesia
- Rhinia
- Rhynchoestrus
- Rhyncomya
- Sarconesia
- Sarconesiomima
- Silbomyia
- Somomyia
- Souzalopesiella
- Stegosoma
- Stilbomyella
- Stilbomyia
- Stomorhina
- Tainania
- Thelychaeta
- Theria
- Toxotarsus
- Triceratopyga
- Trichoberia
- Tricyclea
- Tricycleopsis
- Trixoneura
- Trypocalliphora
- Villeneuviella
- Xanthotryxus
- Xenocalliphora

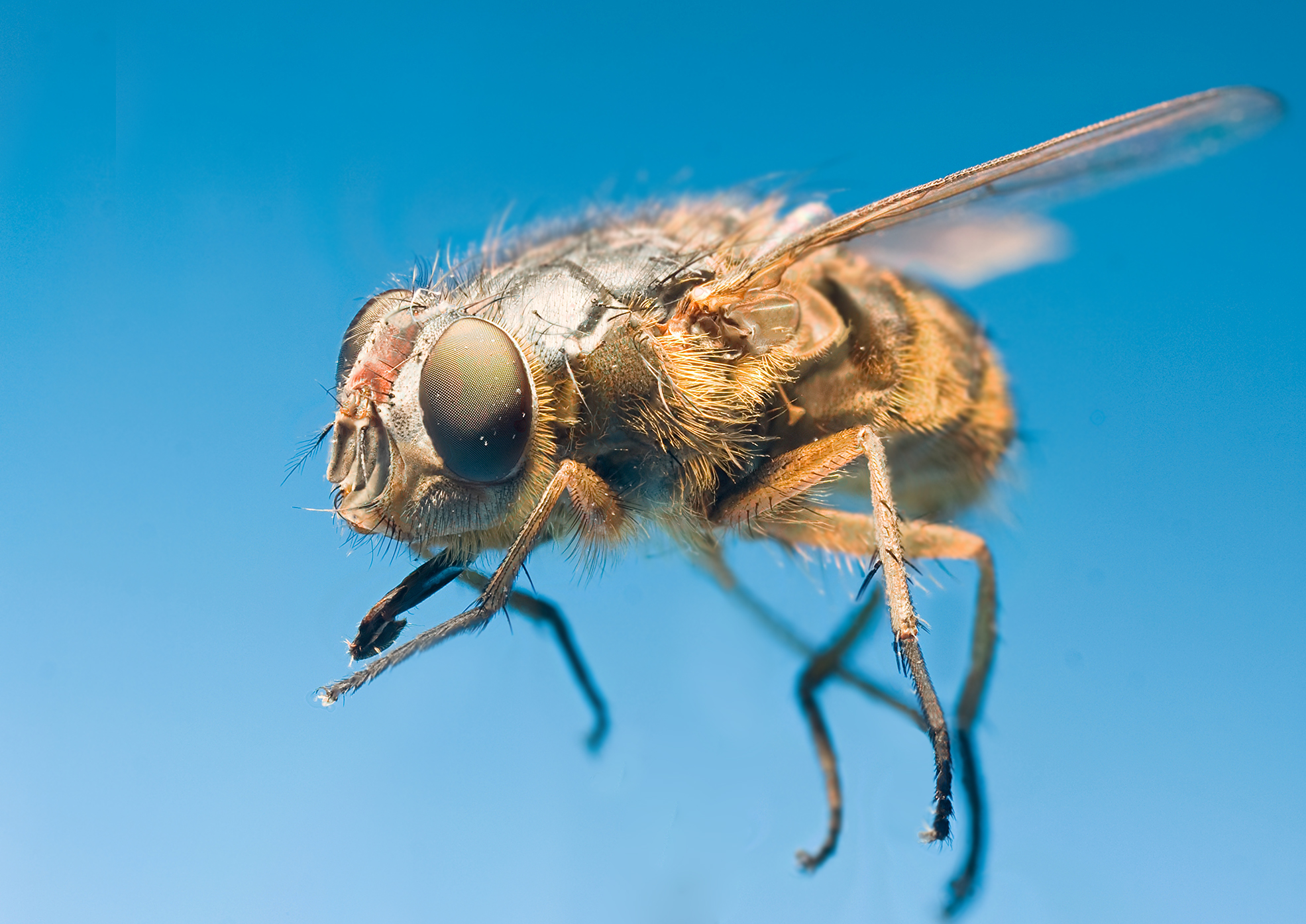
Calliphora hilli
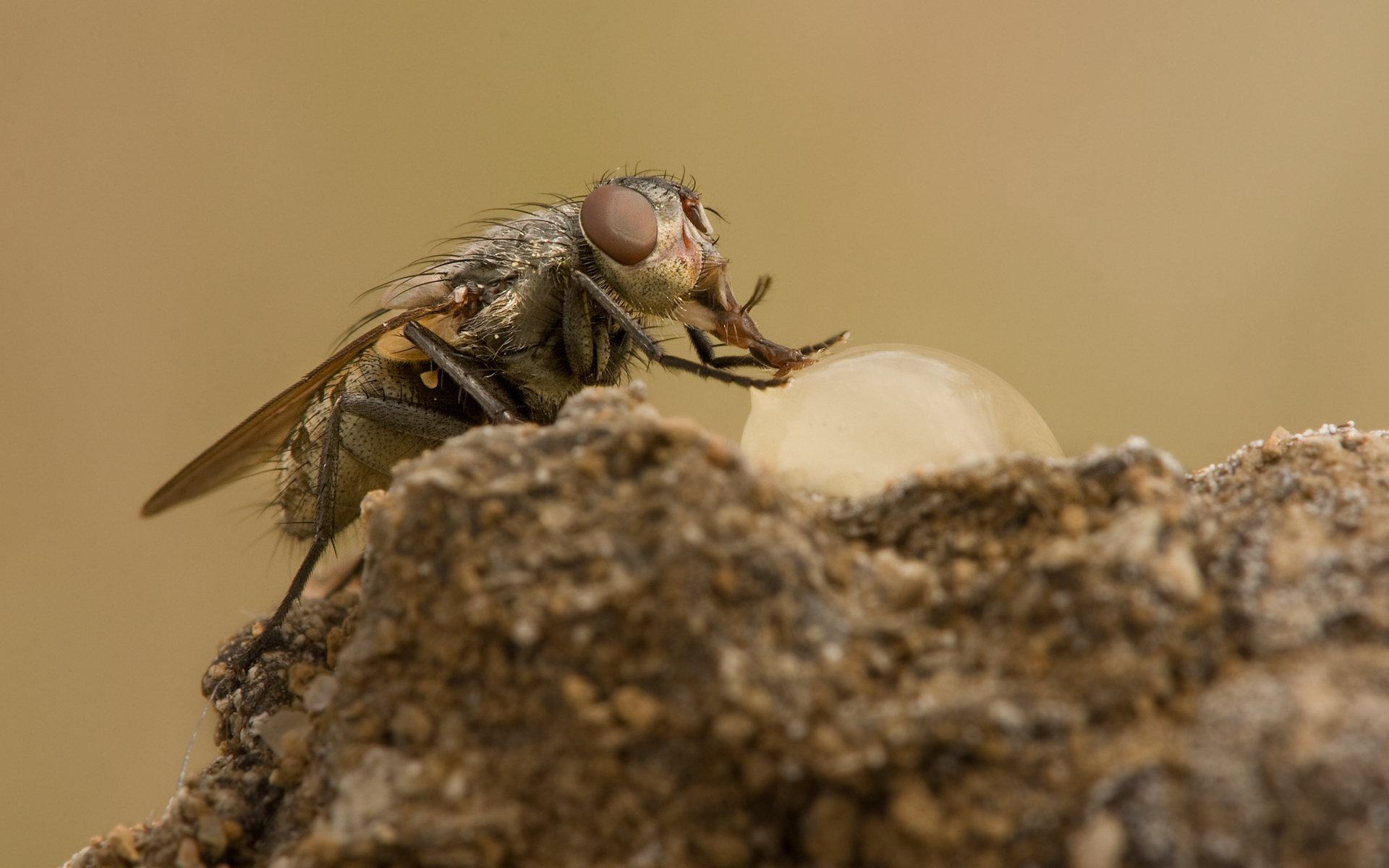
Pollenia rudis, femella
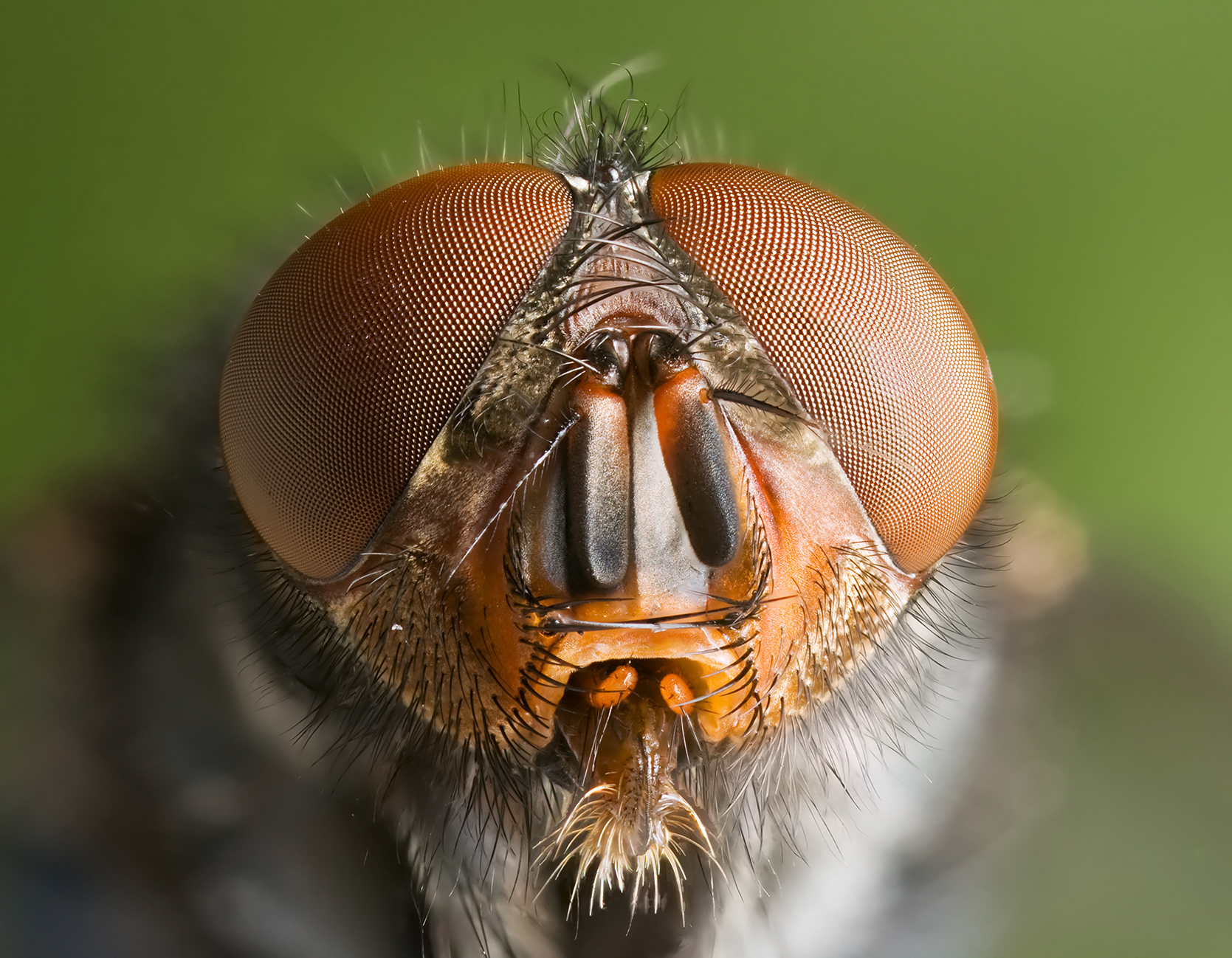
Cap de Calliphora vomitoria
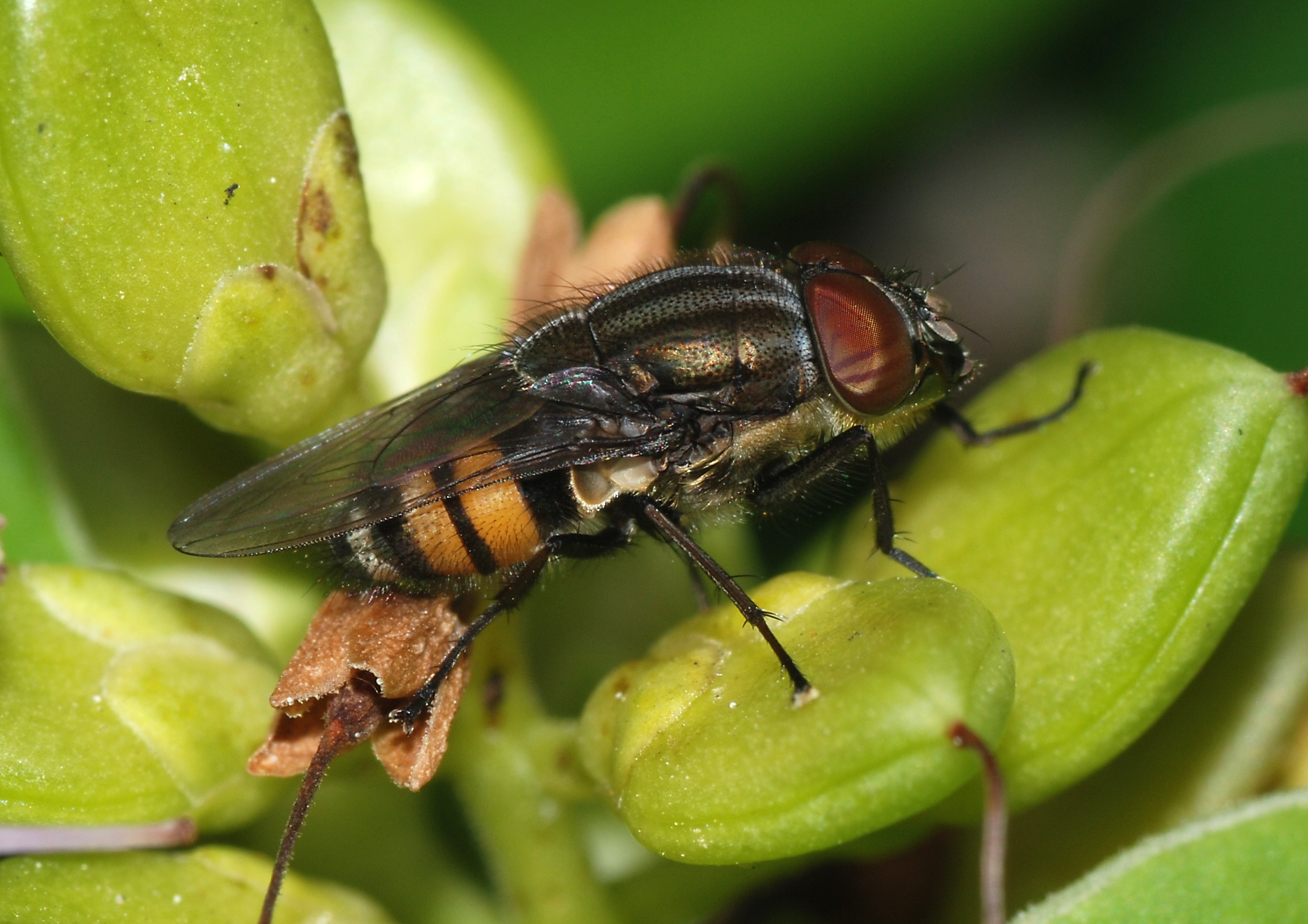
Un mascle de Stomorhina lunata
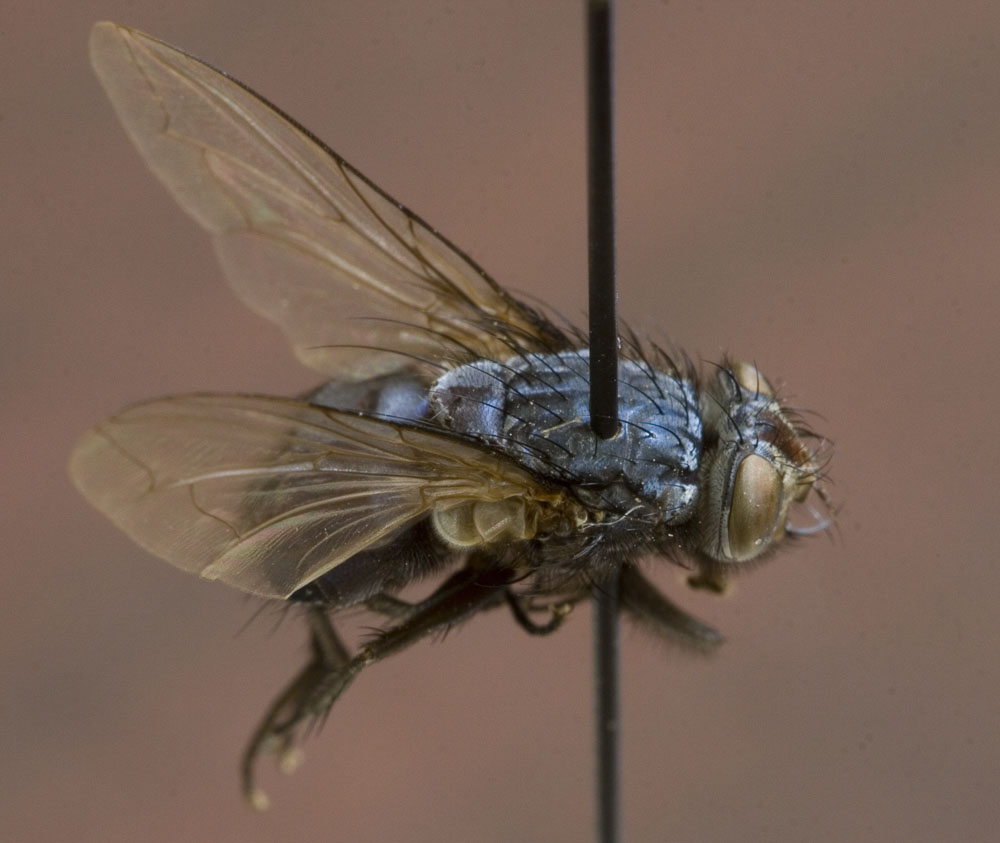
Calliphora livida